# Cuisine libanaise
La cuisine libanaise fait partie de la cuisine levantine typique de la région du Levant ainsi que de quelques régions d’Irak, elle-même inspirée de la cuisine méditerranéenne, grecque, juive et arabe.
La cuisine libanaise a connu un grand succès dans le monde grâce à la diaspora libanaise. Elle est composée principalement d’entrées appelées aussi « mezés » riches en légumes et en épices, ainsi que de grillades.

## Le mezza, mezzé
Le mezza ou mezzé est un ensemble de plats variés, servis comme entrées sur une table libanaise, généralement à midi ou le soir, et qui sont suivis par le plat principal (qui peut varier de grillades de viande ou poulet, au riz avec du poulet). Il existe par ailleurs un très grand nombre de plats végétariens au Liban. Les assortiments de plats formant le mezzé sont consommés généralement par petites bouchées saisies à l'aide d'un morceau de pain libanais ou d'une fourchette.
En famille, il est formé de trois ou quatre mets, mais au restaurant, le mezzé peut aller d'une vingtaine à une soixantaine de plats, comme on peut le voir ci-dessous.

### Mezzé froid

#### Légumes seuls
- Baba gannouj, moutabbal batenjen : purée d'aubergines grillées avec de l'ail, tahina, sel et jus de citron.
- Fata'ir ou  fatayer : de petits chaussons de forme triangulaire farcis soit d'épinard, de fromage, de thym ou de blette.
- Fattouche : salade à base de laitue, tomate, concombre, persil, menthe, oignon, parsemée de morceaux de pain libanais grillé, assaisonnée de sumac ou mélasse de grenade (reb remmane), jus de citron et huile d'olive.
- Feuilles de vigne végetarienne (warak enab atéh) : elles sont roulées et farcies d'un mélange de riz, pois chiche, persil, tomate et oignon et assaisonnées au citron.
- Hendbeh b zeit : pissenlits cuits avec de l'ail et de l'oignon, assaisonnée de sel et d'huile d'olive, garnie d'oignon caramélisé et de tranches de citron.
- Hommos : purée de pois chiches à la crème de sésame (tahini) assaisonnée d'ail et de jus de citron. Il en existe différentes versions, entre autres avec des pignons de pin. Le houmous agrémente aussi le chawarma (qawarma).
- Kabiss : beaucoup de légumes, et surtout le concombre, sont conservés dans des bocaux contenant de l'eau, du sel et du vinaigre (comme les cornichons) : navet, petites aubergines, feuilles de chou, piments, tomates vertes, carottes, chou-fleur, ail, etc.
- Kebbet banadoura : la viande est remplacée par la pulpe de tomate.
- Kebbet batata : la viande est remplacée par de la pomme de terre bouillie réduite en purée avec du boughol (blé concassé) assaisonnée d'épices.
- Loubié b zeyt : haricots verts cuisinés dans une base de tomate, oignon et huile d'olive.
- Maghmour, moussakaa : aubergines frites puis cuisinées avec de la tomate, des oignons, de l'ail, des pois chiches.
- Makdous : petites aubergines cuites, farcies d'un mélange de noix, de poivrons et d'ail et conservées dans des bocaux d'huile d'olive.
- Moudardara : à base de lentilles et de riz cuisinés, garnis d'oignons caramélisés.
- Rocca zaatar : salade de roquette, thym frais, oignon, jus de citron et huile d'olive.
- Zaatar we jebneh : salade de thym frais, fromage frais râpé, oignon, jus de citron et huile d'olive.
- Taboulé : salade principalement à base de persil plat, menthe fraîche, tomate, oignon, boulghour (ou blé concassé) assaisonné de jus de citron ou de verjus et d'huile d'olive.
- Toum ou crème d’ail : sauce à base d'ail.

#### Légumes et produits laitiers
- Chankliche : fromage fermenté assaisonné d'épices, formé en boule et enduit de thym ; se mange avec des tomates, des poivrons et des oignons verts hachés et de l'huile d'olive.
- Fromage blanc : fromage frais servi avec des olives vertes, du thym vert
- Labné : crème faite principalement de yaourt filtré, se présente en boules conservées dans de l'huile d'olive ou dans une crème nature ou assaisonnée (ail, thym, piment rouge, concombre, menthe, etc.).
- Sambousik : sortes de friands qui peuvent être à la viande, végétariens (épinards) ou au fromage.

#### Légumes et produits animaux
- Abats : moelle épinière, pancréas d'agneau et foie d'agneau, ou foies de volaille, assaisonnés au citron ou à la mélasse de grenade, ail et huile d'olive.
- Basterma : plat introduit par la communauté arménienne au Liban, viande enrobée d'une pâte rouge faite d'un mélange d'épices puis séchée.
- Kefta : viande hachée au persil et oignon, mangée crue, grillée ou dans du pain grillé (mezzé chaud, voir arayess).
- Kebbé : boulette ovale composée de viande et labné mélangés entouré de borghol.
- Lsénét : langue d'agneau cuisinée et assaisonnée au citron, à l'ail et à huile d'olive.
- Sabbidej : poulpe préparé de différentes façons : grillé, frit ou cuisiné (à l'encre, en salade ou juste grillé avec sel et poivre).
- Tajin : poisson grillé avec une sauce de crème de sésame et pignons de pin grillés.
- Teblé, frakeh : viande crue finement pilée.
- Feuilles de vigne farcies (warak' enab) : elles sont roulées et farcies d'un mélange de riz avec de la viande hachée, sel et poivre.

### Mezzé chaud

#### Légumes seuls
- Arnabit : chou-fleur frit servi avec une sauce à base de crème de sésame.
- Batata harra : pommes de terre en cubes, frites avec de la coriandre fraîche hachée et de l'ail, assaisonnées de piment rouge, paprika et jus de citron.
- Batenjen : aubergine en tranches frites, généralement servie avec du yaourt ou du labneh à l'ail.
- Foul : fèves bouillies pendant longtemps à feu très doux, et mélangée avec des pois chiches bouillis, assaisonnée d'ail, de citron et d'huile d'olive.
- Fatayer : pâtisserie salée fourrée aux épinards
- Hommoss bi awarma ou à la viande : il existe différentes versions du hommoss ; garni de pignons de pin frits ou de viande hachée (chawarma ou qawarma).
- Kebbeh au potiron : ce légume remplace la viande ; il est farci d'oignon, de noix, de raisins secs ou de blette et de noix.

#### Légumes et produits laitiers
- Fatteh hommos : pois chiches avec pain, yaourt et des pignons.
- Fatteh aubergine (bazenjan) : aubergines avec pain, yaourt et des pignons.
- Halloum : fromage grillé.
- Raqaqat : pâte très fine enroulée et farcie de fromage[pas clair] et de persil haché.
- Kellege : pain libanais grillé, farci au fromage halloumi, tomate et à la menthe fraîche.

#### Légumes et produits animaux
- Arayess : voir kafta plus haut.
- Assafir : petits oiseaux (en saison), se nourrissant de figues grillées ; se consomment nature ou assaisonnés de mélasse de grenade ou de jus de citron.
- Cervelle d'agneau frite ou panée.
- Ejjeh : omelette au persil retournée et présentées sur un pain pita (servie chaude ou à température ambiante)[2].
- Fattet batenjen, fatteh b lahmeh.
- Makanek : petites saucisses épicées à la viande, frites ou grillées, assaisonnées de jus de citron ou de mélasse de grenade.
- Kebbé grillé : spécialité du Nord Liban, boule de kebbé farcie de graisse de mouton et grillée au feu de bois.
- Kebbé orass : même mélange de kebbé formé en boules pointues des deux bouts, farci de viande hachée, d'oignon et ensuite frites.
- Sojok : introduit par la communauté arménienne au Liban, des saucisses de viande très épicées (de couleur rougeâtre), frites ou grillées.
- Safiha : mini pizza à la viande hachée, épices, tomate et oignon.

Pendant la période du carême, l'accent est mis sur les plats végétaux ou sur le poisson. On trouve ainsi le fatti (du yaourt mélangé à des pois chiches et des morceaux de pain frits), les kebbé végétaux (kebbé de carotte ou de potiron), le kebbé de poisson.

## Le petit déjeuner libanais
Le petit déjeuner peut être sucré (kenafé), ou bien salé (du labné, yaourt égoutté ressemblant au fromage frais), des mana'ich (des petites pizzas sans tomate) au zaatar (thym), au fromage ou au yaourt séché, le kechek. Il existe aussi des pizzas à la viande, les sfihas ou des bouchées aux épinards, nommées fata'ir. Il est également fréquent de manger au petit déjeuner des œufs avec de la viande et de la graisse de mouton, plat portant le nom de kawarma.
Un petit déjeuner végétarien comportera aussi du foul moudammass (fèves avec de l'ail et du citron ou du sfeir, sorte d'agrume moins acide que le citron et très fruité), des légumes (tomates, oignons doux, olives).

## La pâtisserie libanaise
La pâtisserie libanaise offre une grande variété. Elle est diffusée à travers tout le Moyen-Orient et, plus largement, partout où s'est établie la diaspora libanaise. Voici quelques spécialités : 
- ashtaliyé
- awamat, zalabiya
- aych el saraya

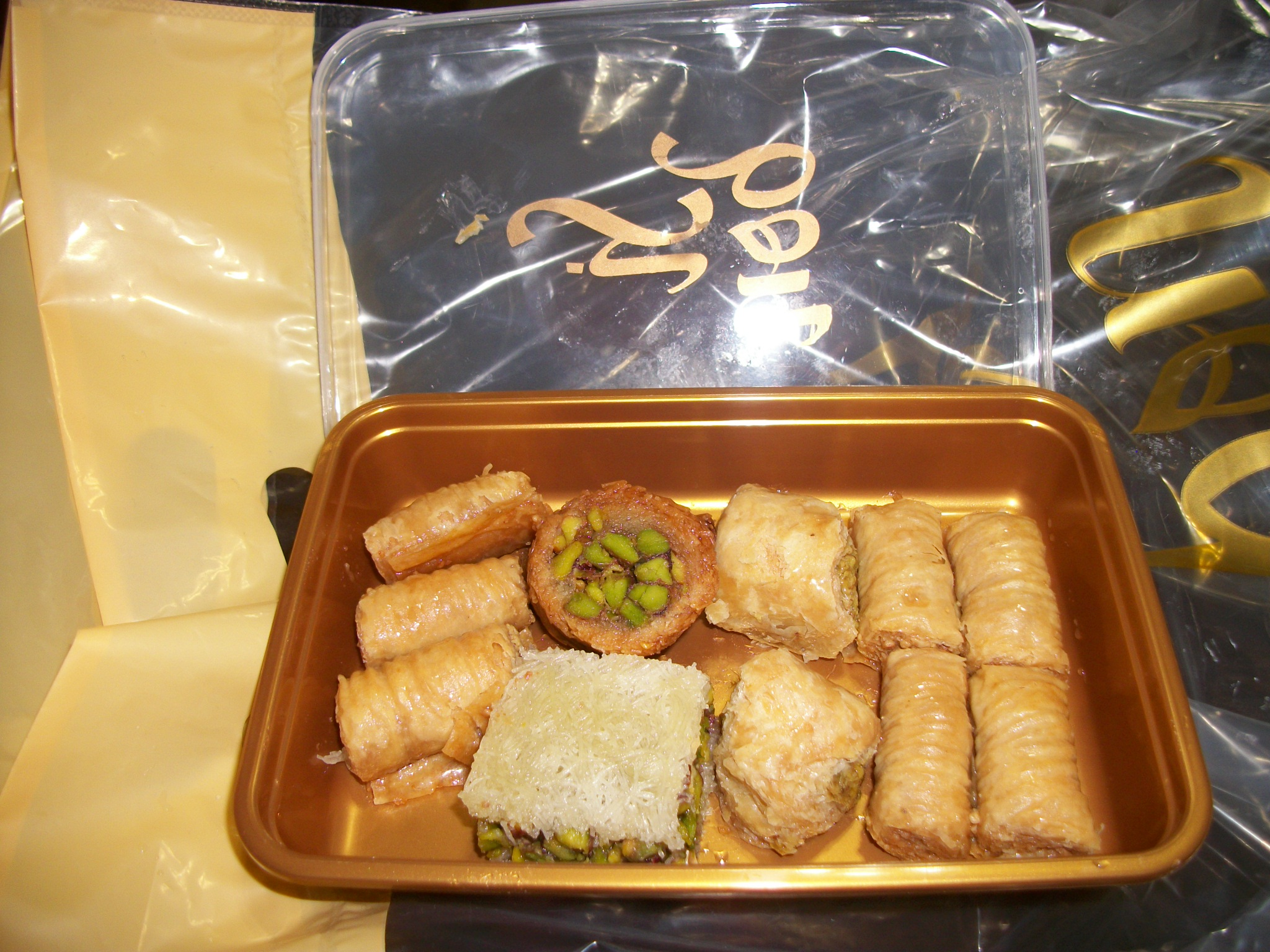
Différents types de baklavas achetés à Dekouané, Beyrouth.

- baklava : disponible sous plusieurs formes : kol w'chkor, losange…
- barma b fosto
- barma b snoubar
- basma
- bellowriyé
- bouza : glace à la libanaise, pilée aux saveurs des fruits de saison.
- chouaybiyat bi ashta
- ghorayybeh : petit gâteau sec blanc à base de farine et de beurre.
- haléwet chmaysé
- haléwet al jeben : spécialité du Nord Liban, à base de crème de lait et de fromage.
- haléwet el riz
- katayef : crêpe fourré avec une crème appelée el achta (crème de lait parfumée à l'eau de fleur de rose ou à l'eau de fleur d'oranger), avec des noix, de la pistache ou encore avec du fromage Akkawi. Leur taille ou leur forme peut varier (cornet, chausson…).
- kenafeh ou knéfé bel jeben, bel ashta
- afrouké
- mafrouké fosto' halabi, daoukiyé, bohsalino
- mafrouké loz, loulwa
- maamoul : gâteau à base de semoule, fourré aux dattes, aux noix ou aux pistaches, saupoudré de sucre glace.
- maamoul mad : gâteau à base de semoule, fourré aux dattes, aux pistaches ou à la crème de lait.
- mchabbak
- maakaroun
- mouhallabiyé
- nammoura
- othmaliyé
- quaricha : fromage blanc obtenu avec du lait bouilli, vinaigré et filtré ; il se consomme avec du sucre, du miel ou de la confiture de datte aux amandes.
- riz bi halib : riz au lait
- sanioura : spécialité de la ville de Sidon; gâteau biscuit en forme de losange à base de farine et de beurre.
- semsmiyyé
- sfouf

D'autres pâtisseries sont fabriquées traditionnellement en famille comme :
- maakaroun : il existe plusieurs variétés, comme le maakaroun à la mélasse, qui se fait de moins en moins ;
- massepain, marssaban, marzipan : préparé à partir d'amandes et qui se présente éventuellement en forme de petits fruits ;
- meghlé : poudre de riz, eau et mélange d'épices, garni d'amandes et de noix de coco ; se prépare pour les naissances ;
- méiia : mélange de lait et de sirop de caroubier ;
- moufattaka : spécialité beyrouthine à base de riz, de crème de sésame et de curcuma ;
- sneyniyé : blé bouilli avec des amandes, du sucre et l'eau de fleur d'oranger ; se prépare pour les premières dents d'un bébé ;
- zalabiya, aawamat : pâte frite en boule puis trempée dans du sirop de sucre ; se prépare pour la sainte Barbe.

C'est à Tripoli et à Saïda que l'on trouve les meilleures pâtisseries libanaises. En période de ramadan, de nouvelles spécialités sont alors cuisinées, comme le kellaj.

## Les sandwichs ou cuisine de rue
Les sandwichs libanais sont l'un des éléments de la cuisine libanaise les plus populaires à travers le monde. Très variés, on trouve par exemple :
- chawarma : viande rouge ou poulet grillé avec assortiment de crudités libanaises.
- chich taouk, ou poulet et ail : poulet désossé mariné et grillé en brochette.
- falafels : boulettes végétariennes à base de pois-chiche servies en sandwich avec de la sauce sésame et des crudités[3].
- kafta et kabab : viande finement hachée assaisonnée et grillée en brochette.
- mana'ich, manouché zaatar, manouché jebneh, manouché b keshek, lahm bi ajin : pâte ronde garnie au choix de thym, de fromage, de viande, de tomate et d'oignon, enfournée, consommée essentiellement pour le petit déjeuner.

## Les plats
Il existe un très grand nombre de plats libanais. Certains sont des spécialités maison et d'autres servies au restaurant.

### Légumes seuls
- Borghol aux aubergines ou autre.
- Cheikh el mehchi : aubergines farcies aux légumes.
- Feuilles de chou farcies.
- Frikeh : blé vert grillé aux légumes.
- Légumes au four en sauce.
- Makloubé batenjan : riz aux aubergines en gâteau.
- Mjadra, mdardara.
- Moghrabié : sans viande ni poulet.
- Mouloukhiyeh : épinards, haricots verts, haricots blancs, aubergines, petits pois, carotte, chou-fleur, pommes de terre, cornes grecques.
- Riz aux légumes : fèves ou petits pois ou un mélange de légumes.

Beaucoup de plats sont préparés comme des ragoûts et peuvent être avec ou sans viande et sont accompagnés de « riz pilaf à la libanaise » (un mélange de riz et de vermicelles) et du pain, le khoubz arabi ou le marqouq.

### Légumes et produits animaux
- Ablama : courgettes farcies de viande servies avec du riz.
- Chakriyeh.
- Cheikh el mehchi : aubergines farcies de viande cuites en sauce tomate au four, servies avec du riz.
- Chich barak : petites ravioles farcies à la viande cuite dans du yaourt.
- Chich taouk : poulet mariné dans une sorte d'aïoli avec du citron, puis grillé.
- Daoud bacha : boulettes de viande hachée farcies de pignons de pin, cuites dans une sauce tomate servie avec du riz.
- Riz au poulet.
- Djaj mechwi : poulet grillé ou au four.
- Feuilles de chou farcies à la viande.
- Feuilles de vigne et courgettes à la viande ou aux tripes.
- Frikeh au poulet ou au mouton.
- Hrissé au blé et agneau.
- Kafta : diverses façons de présenter le kafta, grillé au four avec des pommes de terre, des aubergines, de l'oignon et de la sauce tomate ou avec du tahini, etc.
- Kebbé : beaucoup de plats sont préparés à base de kebbé, par exemple étalé à plat et cuit au four (avec à côté une salade de concombre au yaourt ou des betteraves à la crème de sésame) ou préparé en boulettes cuites dans du yaourt (labaniyé), ou encore servi avec une sauce au jus d'orange amère (arnabiyé), etc.
- Kebbé de poisson.
- Koussa bi laban, koussa bi banadoura.
- Laban emmo : jarret d'agneau au yaourt.
- Makloubé batenjan : riz aux aubergines et viande hachée en gâteau.
- Moghrabiyeh.
- Ouzé : riz épicé au mouton grillé, garni d'amandes et servi avec du yaourt.
- Samké harra : poisson épicé avec du tahini.
- Sayadiyeh.
- Yakhnit batata.

### Les soupes
Il existe une grande variété de soupes au Liban :
- Shorbat addas (lentilles vertes ou jaunes)
- Poulet, riz et persil
- Frik (blé vert)
- Borghol et yaourt
- Rechta  (pâte fraiche, lentilles, oignon)

## Les boissons alcoolisées

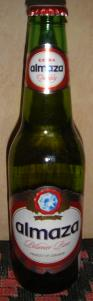
Bière Almaza.

Le vin libanais, qui provient essentiellement de la plaine de la Bekaa, est particulièrement renommée pour la qualité de son raisin. Les plus importants domaines sont ceux de Château Ksara, de Château Kefraya et du Château Musar. En plus du vin, le Liban produit de l'arak, un spiritueux traditionnel anisé et quelques bières locales, telles que Almaza, Beirut Beer, 961. De plus, le Liban est très connu pour l'arak qui représente plus de 10% des exportations du pays.

## Les boissons non alcoolisées
- Amareddine : jus d'abricot séché préparé durant le mois de ramadan.
- Café blanc : boisson chaude à base d'eau de rose ou d'eau de fleur d'oranger.
- Cocktail de fruits : mélange de fruits mixés avec du jus, garni de crème de lait, de miel et d'amandes.
- Eau de fleur d'oranger.
- Sirop de mûres fait à base de mûres fraîches, charab al tout.
- Sirop de rose à base de fleurs spéciales de rosier, charab al wared.
- Sirop de jallab.
- Souss : boisson à base de réglisse.

## Galerie

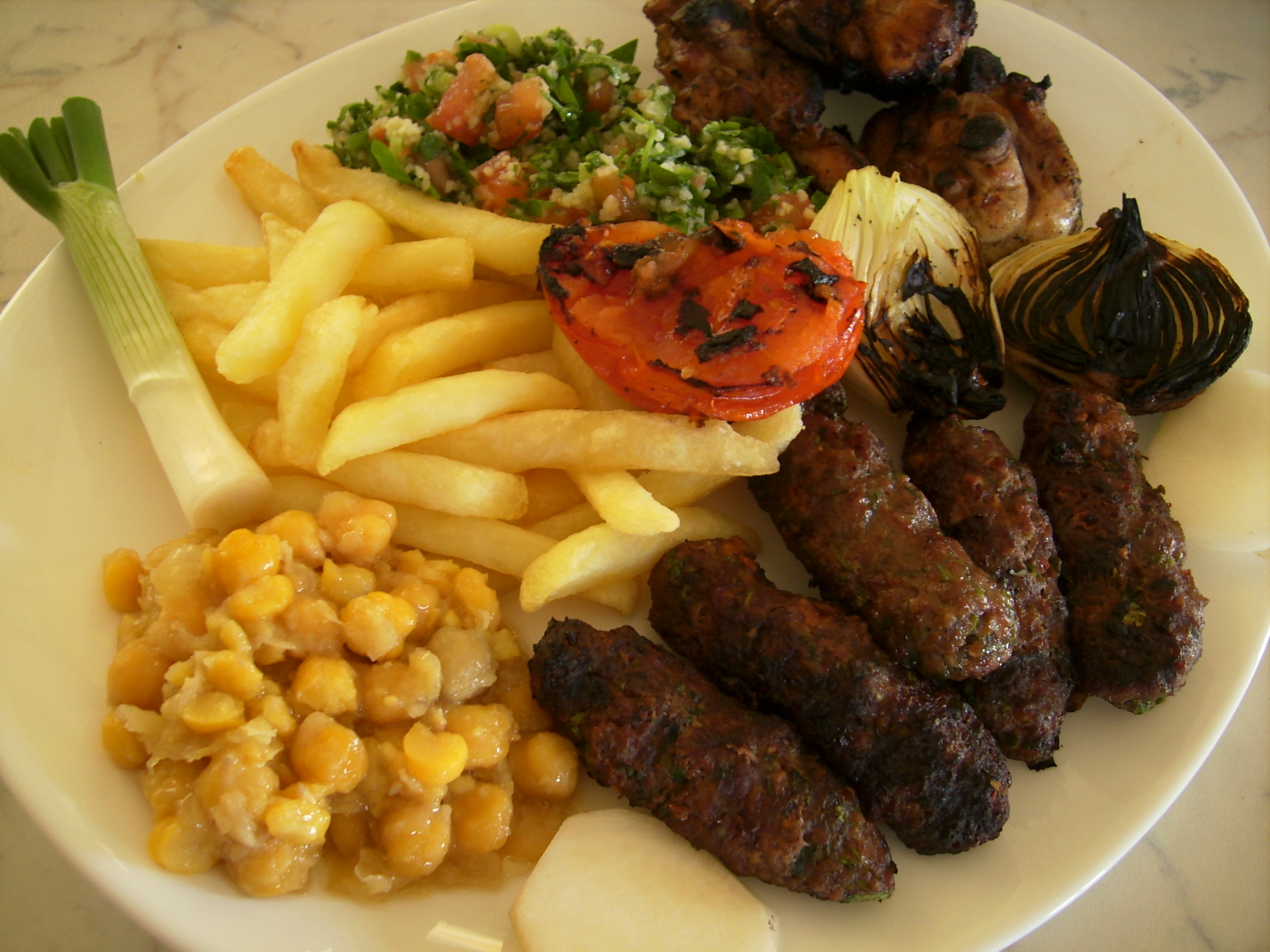
Une assiette de grillades.
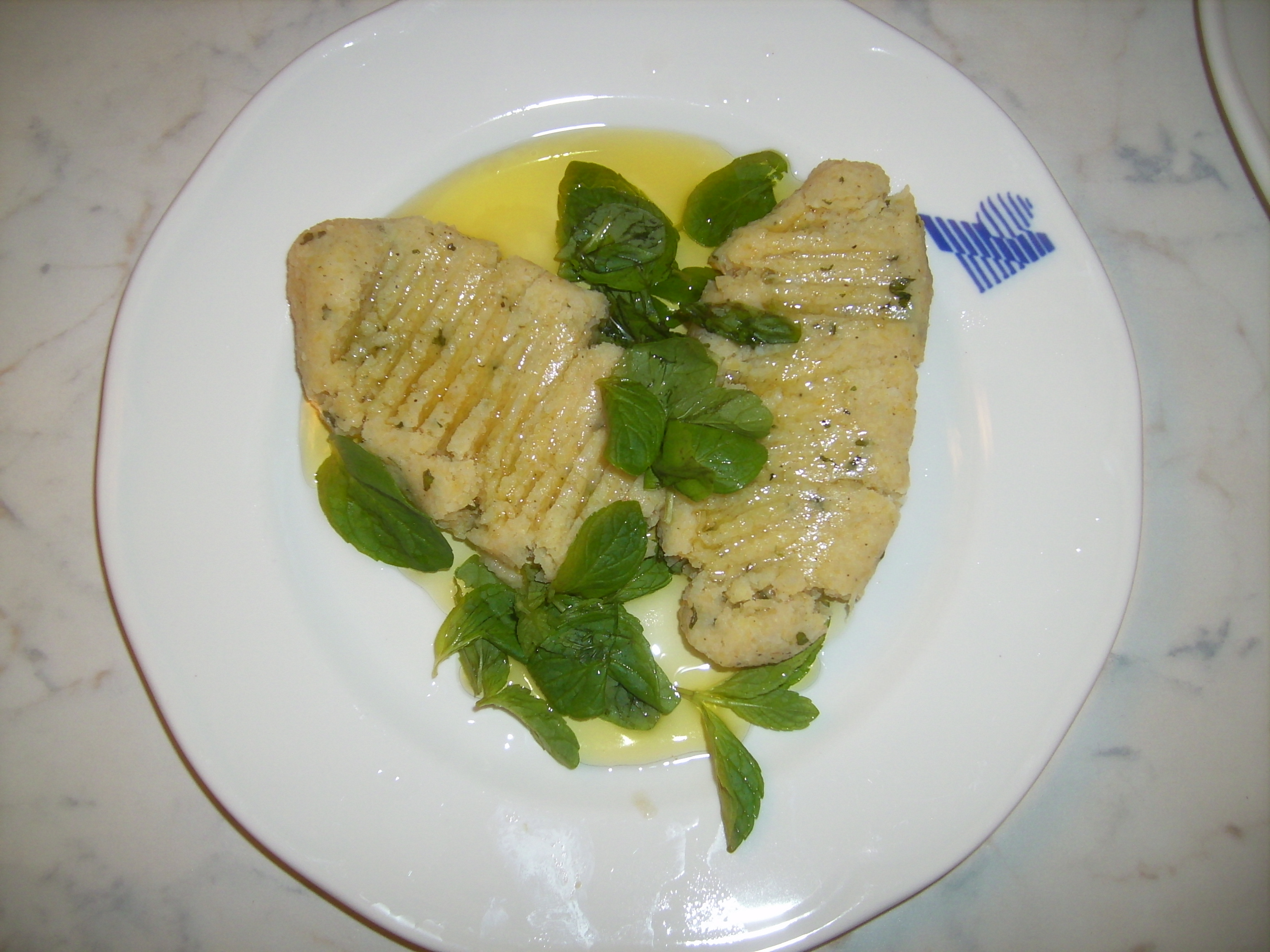
Kebbé de pommes de terre.
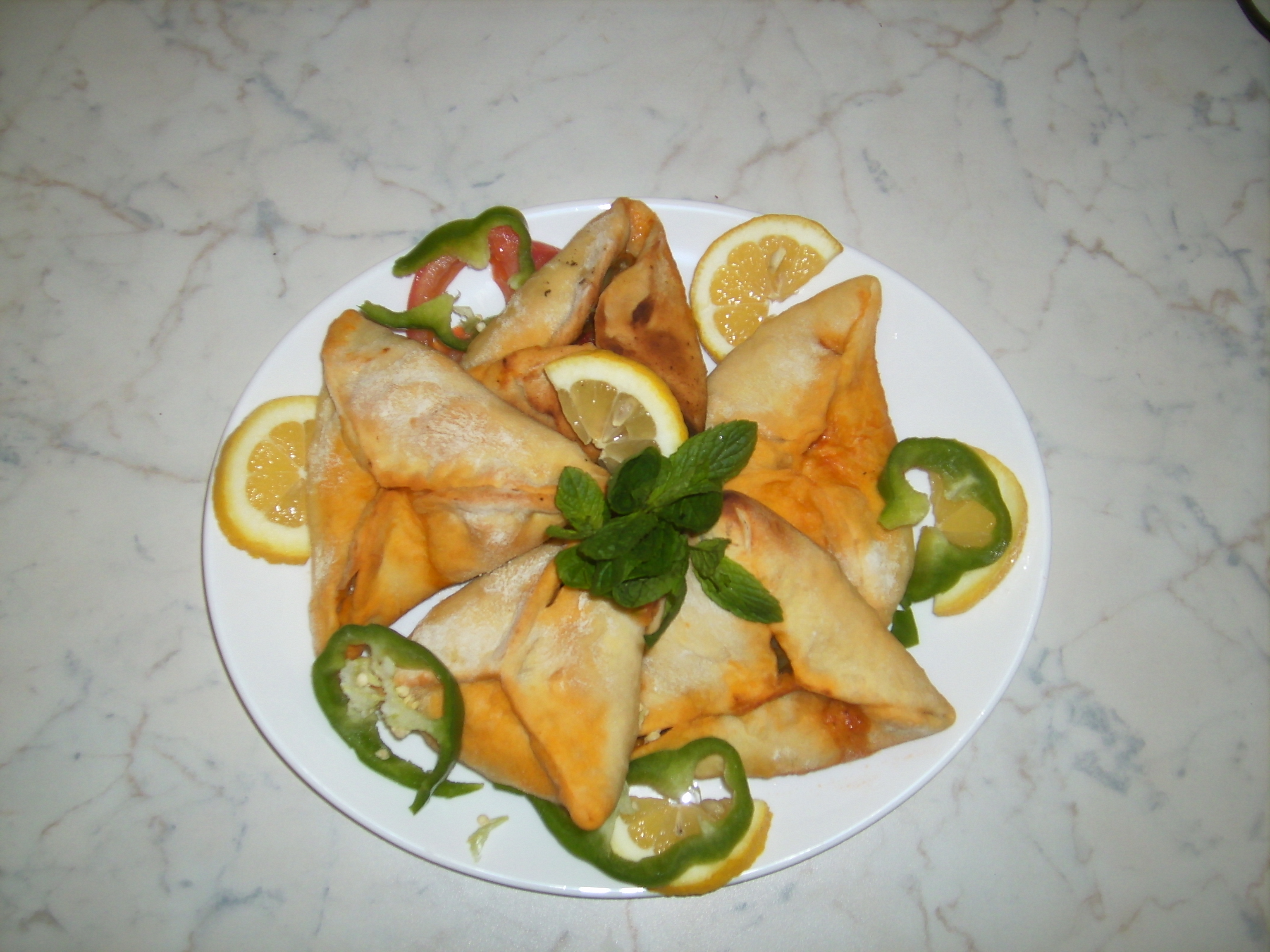
Fata'ir.
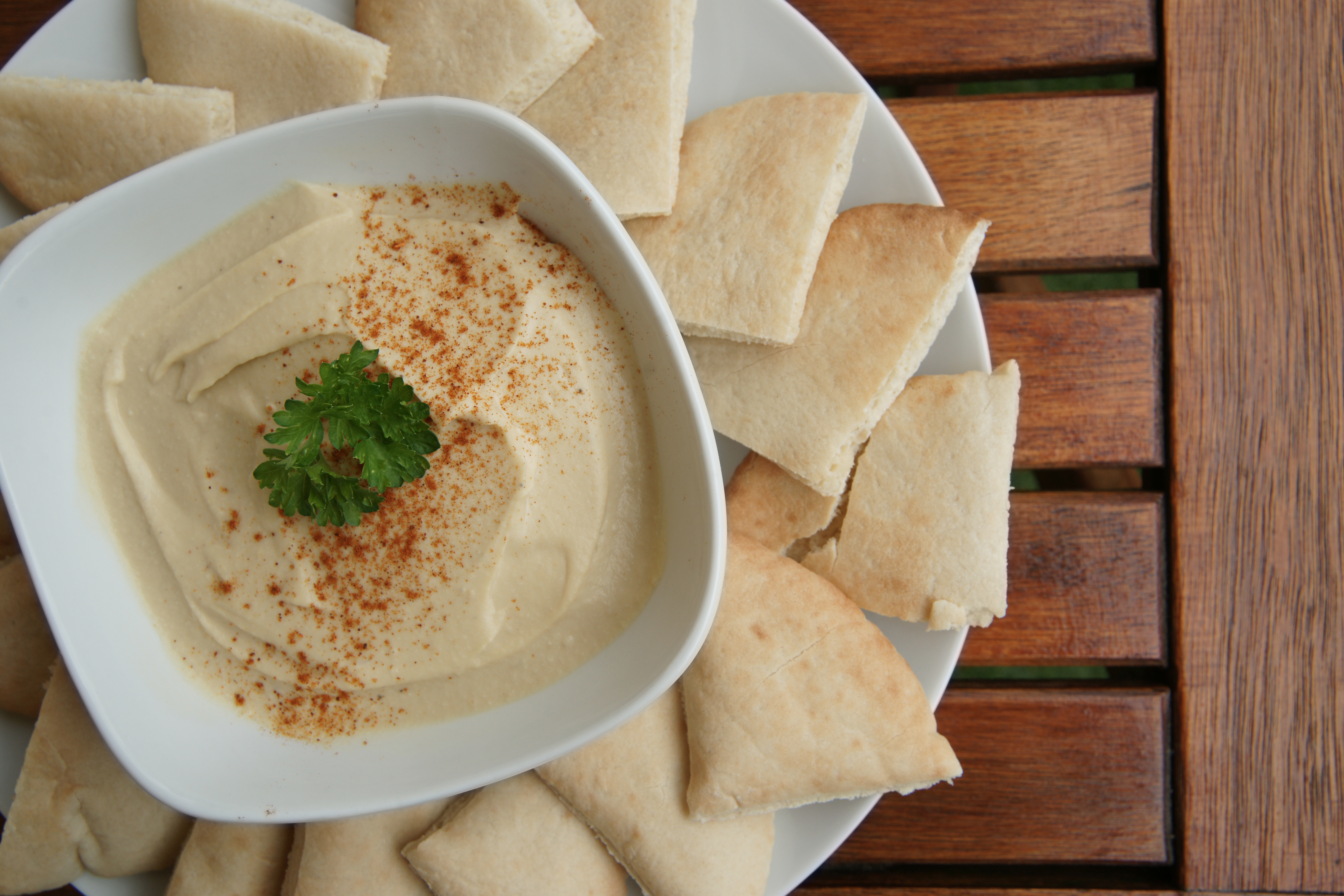
Houmous et pain pita.
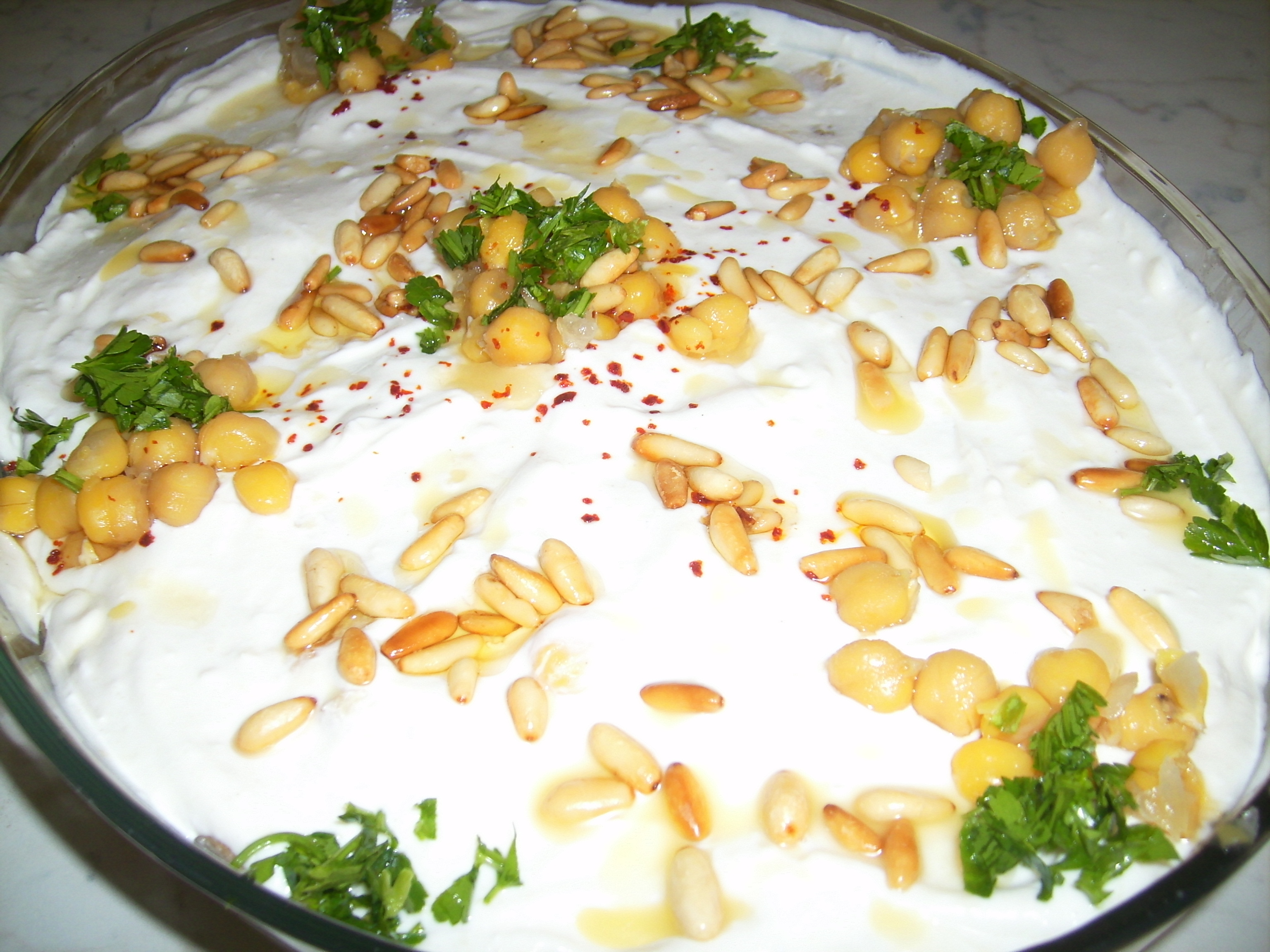
Fateh b'hummus.
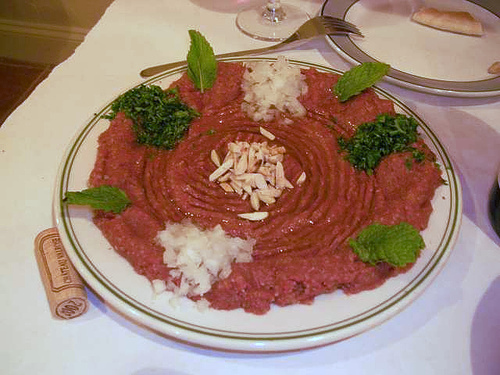
Kebbé nayé.
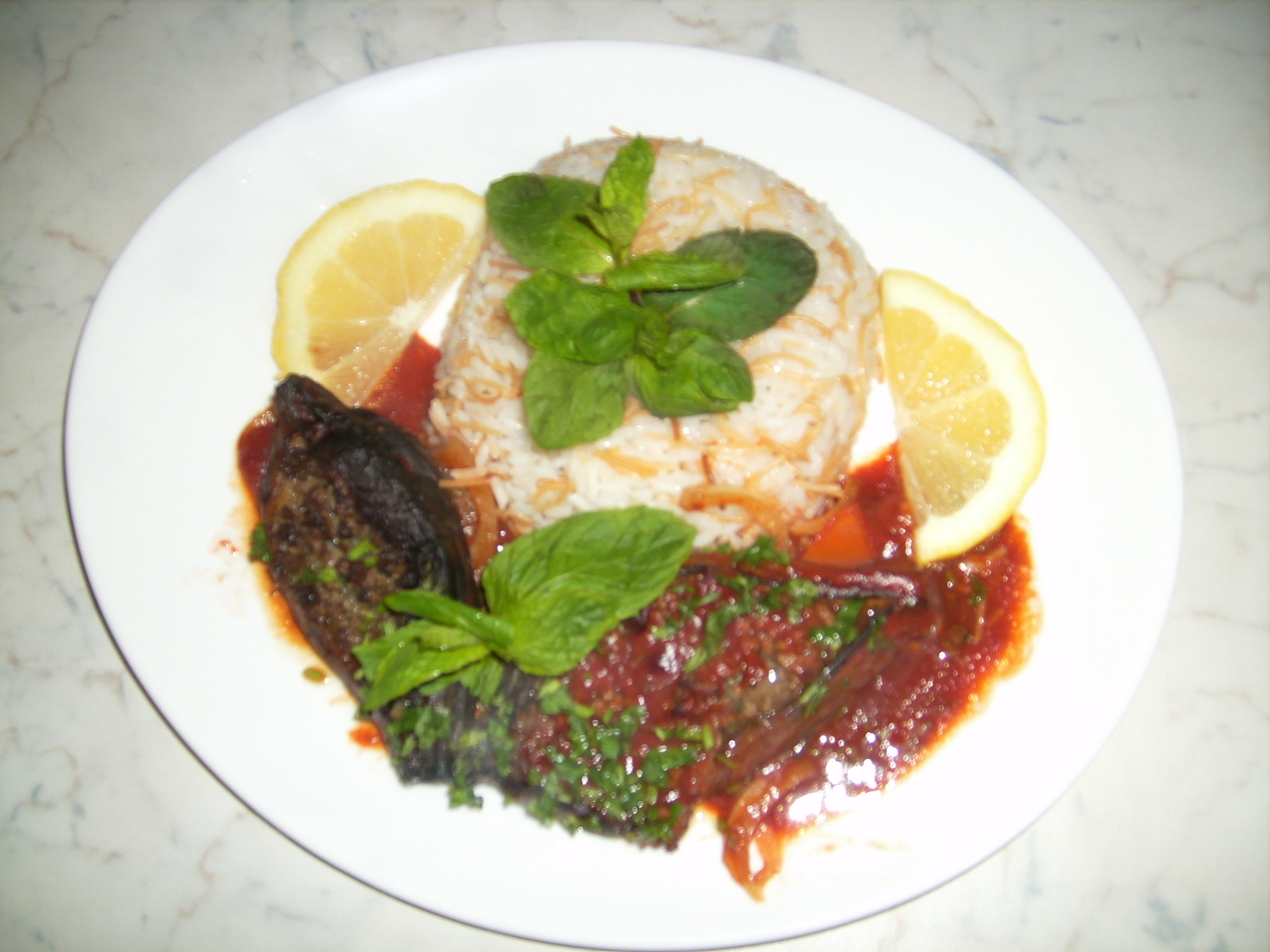
Sheikh mahshi servi avec du riz.
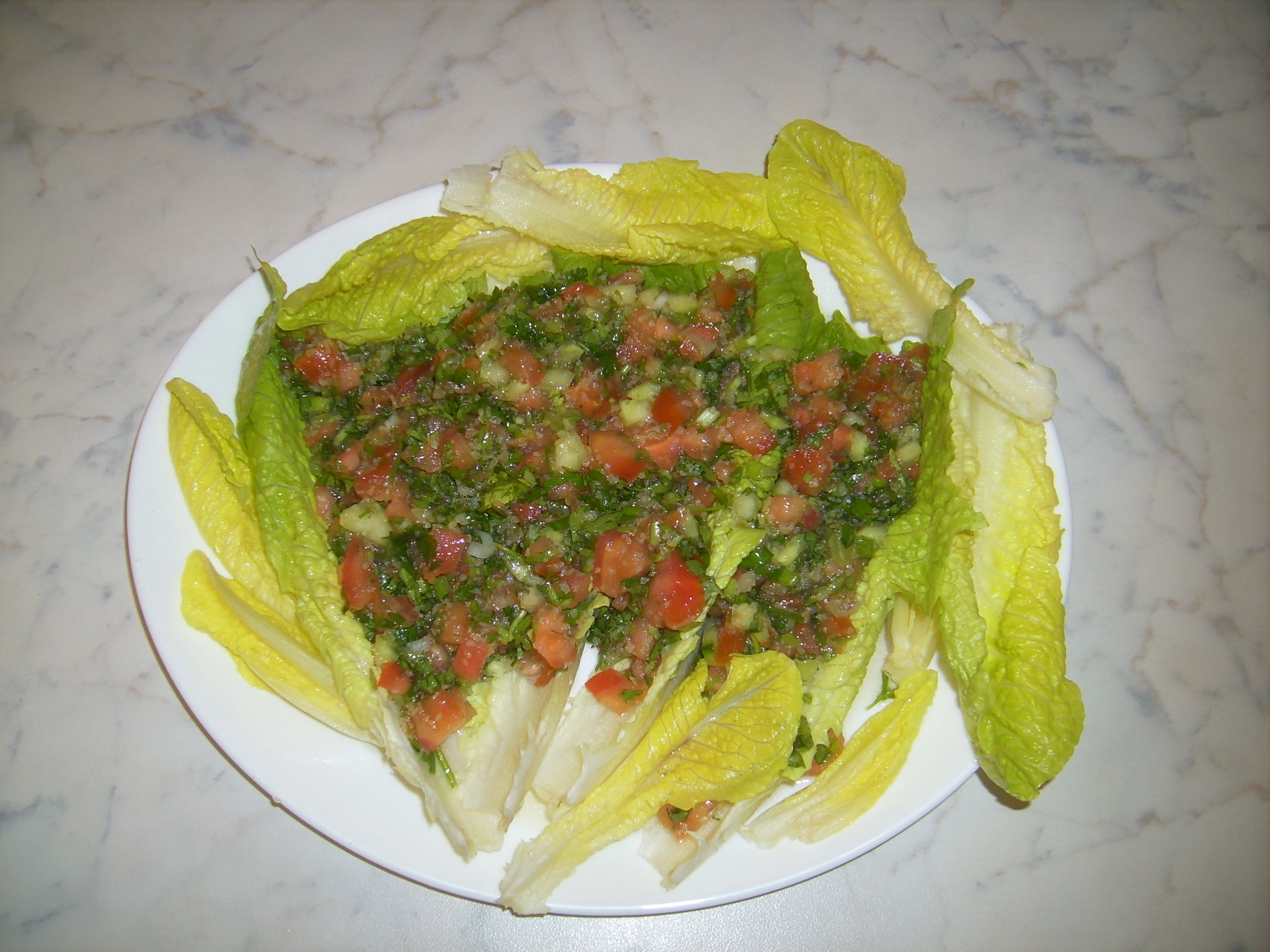
Taboulé libanais.